# Nederlandse kampioenschappen indooratletiek 2009
De Nederlandse kampioenschappen indooratletiek 2009 werden, na bij gebrek aan een geschikte accommodatie gedurende negen jaar in het Belgische Gent te zijn gehouden, voor het eerst weer in eigen land georganiseerd, en wel op zaterdag 14 en zondag 15 februari 2009. Plaats van handeling was het gloednieuwe, op 14 november 2008 officieel geopende sportcentrum Omnisport Apeldoorn.

## Uitslagen

### 60 m
| rang   | atleet              | prestatie |
| ------ | ------------------- | --------- |
| Goud   | Brian Mariano       | 6,72 s    |
| Zilver | Guus Hoogmoed       | 6,75 s    |
| Brons  | Giovanni Codrington | 6,81 s    |

| rang   | atlete             | prestatie |
| ------ | ------------------ | --------- |
| Goud   | Jamile Samuel      | 7,46 s    |
| Zilver | Femke van der Meij | 7,52 s    |
| Brons  | Esther Akihary     | 7,64 s    |

### 400 m
| rang   | atleet           | prestatie |
| ------ | ---------------- | --------- |
| Goud   | Obed Martis      | 48,38 s   |
| Zilver | Dennis Spillekom | 48,44 s   |
| Brons  | Daniël Franken   | 48,66 s   |

| rang   | atlete            | prestatie |
| ------ | ----------------- | --------- |
| Goud   | Annemarie Schulte | 54,47 s   |
| Zilver | Sanne Verstegen   | 54,51 s   |
| Brons  | Marit Dopheide    | 55,08 s   |

### 800 m
| rang   | atleet         | prestatie |
| ------ | -------------- | --------- |
| Goud   | Wouter de Boer | 1.49,89   |
| Zilver | Hugo de Haan   | 1.51,08   |
| Brons  | Nils Pennekamp | 1.51,47   |

| rang   | atlete            | prestatie |
| ------ | ----------------- | --------- |
| Goud   | Yvonne Hak        | 2.04,46   |
| Zilver | Machteld Mulder   | 2.06,36   |
| Brons  | Marjolein de Jong | 2.09,62   |

### 1500 m
| rang   | atleet          | prestatie |
| ------ | --------------- | --------- |
| Goud   | Bas Eefting     | 3.47,95   |
| Zilver | Ronald Droppert | 3.51,29   |
| Brons  | Nout Jansen     | 3.51,34   |

| rang   | atlete            | prestatie |
| ------ | ----------------- | --------- |
| Goud   | Marije te Raa     | 4.27,38   |
| Zilver | Anne van den Hurk | 4.28,93   |
| Brons  | Raika Lenaarts    | 4.30,98   |

### 3000 m
| rang   | atleet       | prestatie |
| ------ | ------------ | --------- |
| Goud   | Dennis Licht | 8.16,94   |
| Zilver | Guus Janssen | 8.19,39   |
| Brons  | Abdi Nageeye | 8.20,50   |

| rang   | atlete              | prestatie |
| ------ | ------------------- | --------- |
| Goud   | Nina Mathijssen     | 9.51,70   |
| Zilver | Sabine van de Reijt | 9.52,41   |
| Brons  | Jolanda Verstraten  | 9.57,36   |

### 60 m horden
| rang   | atleet          | prestatie |
| ------ | --------------- | --------- |
| Goud   | Gregory Sedoc   | 7,60 s    |
| Zilver | Erik Leeflang   | 8,04 s    |
| Brons  | Jonathan Pengel | 8,05 s    |

| rang   | atlete             | prestatie |
| ------ | ------------------ | --------- |
| Goud   | Femke van der Meij | 8,32 s    |
| Zilver | Yvonne Wisse       | 8,45 s    |
| Brons  | Judith Vis         | 8,59 s    |

### verspringen
| rang   | atleet             | prestatie |
| ------ | ------------------ | --------- |
| Goud   | Eelco Sintnicolaas | 7,57 m    |
| Zilver | Fabian Florant     | 7,45 m    |
| Brons  | Ingmar Vos         | 7,05 m    |

| rang   | atlete            | prestatie |
| ------ | ----------------- | --------- |
| Goud   | Jolanda Keizer    | 6,08 m    |
| Zilver | Berthe Makizodila | 6,05 m    |
| Brons  | Babs Egbers       | 6,02 m    |

### hink-stap-springen
| rang   | atleet           | prestatie |
| ------ | ---------------- | --------- |
| Goud   | Fabian Florant   | 15,99 m   |
| Zilver | David van Hetten | 14,60 m   |
| Brons  | Pascal van Balen | 14,31 m   |

| rang   | atlete            | prestatie |
| ------ | ----------------- | --------- |
| Goud   | Wendy Visser      | 11,62 m   |
| Zilver | Meruska M Eduarda | 11,59 m   |
| Brons  | Myriam de Waal    | 11,43 m   |

### hoogspringen
| rang   | atleet           | prestatie |
| ------ | ---------------- | --------- |
| Goud   | Martijn Nuijens  | 2,24 m    |
| Zilver | Jan Peter Larsen | 2,21 m    |
| Brons  | Tieme Klinkers   | 2,02 m    |

| rang   | atlete          | prestatie |
| ------ | --------------- | --------- |
| Goud   | Sietske Noorman | 1,82 m    |
| Zilver | Remona Fransen  | 1,79 m    |
| Brons  | Eva Lubbers     | 1,79 m    |

### polsstokhoogspringen
| rang   | atleet             | prestatie |
| ------ | ------------------ | --------- |
| Goud   | Robbert-Jan Jansen | 5,25 m    |
| Zilver | Jorn Bakker        | 5,05 m    |
| Brons  | Ludo van der Plaat | 4,85 m    |

| rang   | atlete            | prestatie |
| ------ | ----------------- | --------- |
| Goud   | Yvette Caldenhove | 4,15 m    |
| Zilver | Denise Groot      | 4,10 m    |
| Brons  | Jasmijn Wierema   | 3,45 m    |

### kogelstoten
| rang   | atleet              | prestatie |
| ------ | ------------------- | --------- |
| Goud   | Erik Cadée          | 18,99 m   |
| Zilver | Patrick Groot       | 17,60 m   |
| Brons  | Erik van Vreumingen | 17,51 m   |

| rang   | atlete            | prestatie |
| ------ | ----------------- | --------- |
| Goud   | Denise Kemkers    | 17,30 m   |
| Zilver | Melissa Boekelman | 17,25 m   |
| Brons  | Jolanda Keizer    | 14,20 m   |